# Modlin
Modlin (tijdens de Russische overheersing Novogeorgiewsk genaamd) was een dorp in de buurt van Warschau in Polen. Het ligt aan de oevers van de rivieren Wisła en Narew. Sinds 1961 is het een wijk van de stad Nowy Dwór Mazowiecki.
Nabij Modlin ligt Vesting Modlin, een kasteel omringd door de rivieren. Tot 1918 was de stad gelegen in het Russische tsarenrijk. In de Eerste Wereldoorlog vond hier de belegering van Novogeorgievsk plaats. In de Tweede Wereldoorlog heeft bij Modlin een veldslag plaatsgevonden.
Tegenwoordig is Modlin vooral bekend omwille van de nabijgelegen luchthaven Warschau-Modlin.

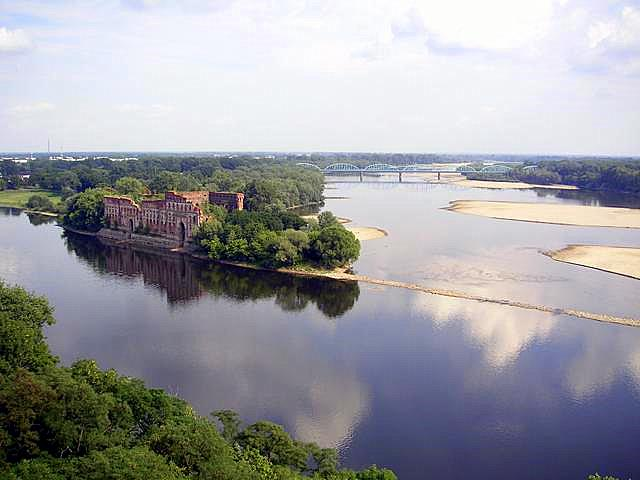
Restanten vesting Modlin

Schema vestingwerken